# 1586 en littérature
| Années de la littérature : 1583 - 1584 - 1585 - 1586 - 1587 - 1588 - 1589    |
| Décennies de la littérature : 1550 - 1560 - 1570 - 1580 - 1590 - 1600 - 1610 |

Cet article présente les faits marquants de l'année 1586 en littérature.

## Événements
- 28 mai : le philosophe italien Giordano Bruno soutient une dispute contre les erreurs d'Aristote au collège de Cambrai, 120 thèses défendues le lendemain par son disciple Jean Hennequin[1] ; le chahut qui s'ensuit contraint Bruno à quitter Paris pour l'Allemagne.  Il se rend à Marbourg, à Wittemberg, à Prague, à Helmstedt et à Francfort où il s’occupe de faire imprimer nombre de ses travaux. Bruno rentre en Italie et devient tuteur privé[2].
- 6 juillet : après sept ans et deux mois de détention, Le Tasse sort de l'asile Sainte-Anne sur ordre de Vincent Ier de Mantoue. Durant l'hiver, il écrit à Mantoue une  tragédie poétique Il re Torrismondo (« Le Roi Torrismond »), publiée à Bergame l’année suivante[3].

- La maison d'édition Oxford University Press est reconnue par un décret de la Chambre étoilée en Angleterre[4].

## Parutions
- 2 mai : première édition de Britannia de William Camden, description chorographique en latin des îles Britanniques[5].

- Zedekunst dat is wellevenskunste (« Éthique, ou l'art de vivre bien »), traité d'éthique en néerlandais de Dirck Volkertszoon Coornhert[6].
- The English Myrror, de George Whetstone, imprimé à Londres par J. Windet pour G. Seton[7].
- Las lágrimas de Angélica (es) (« Les Larmes d'Angélique »), poème en douze chants de Luis Barahona de Soto, est imprimé à Grenade[8].

## Naissances
- John Ford, dramaturge anglais, considéré comme l'un des maîtres du théâtre élisabéthain  († vers 1640).

## Décès
- 17 octobre : Philip Sidney, poète anglais, des suites de ses blessures à la bataille de Zutphen.